# Al-Muhtadee Billah

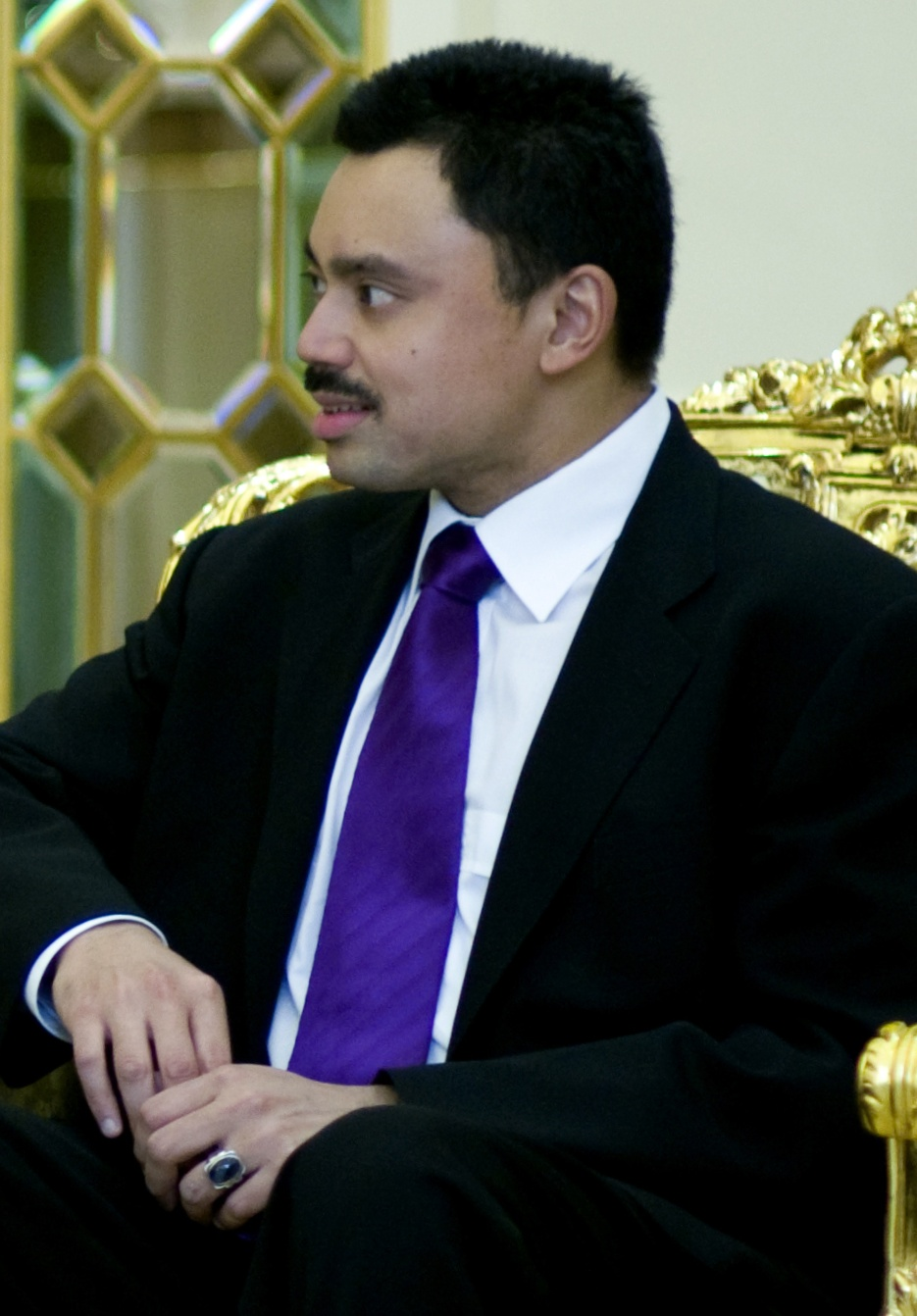
Al-Muhtadee Billah (2008)

Al-Muhtadee Billah (* 17. Februar 1974 in Bandar Seri Begawan), mit komplettem Namen Duli Yang Teramat Mulia Paduka Seri Pengiran Muda Mahkota Pengiran Muda Haji Al-Muhtadee Billah ibni Kebawah Duli Yang Maha Mulia Paduka Seri Baginda Sultan Haji Hassanal Bolkiah Mu’izzaddin Waddaulah, ist als erster Sohn des Sultan Hassanal Bolkiah und dessen Erstfrau Königin Saleha der Kronprinz von Brunei Darussalam. Am 10. August 1998 wurde er zum Kronprinzen erhoben. Dieses bringt ihn in die Nachfolgeposition als künftiger 30. Sultan von Brunei Darussalam.
Prinz Billah ist seit 24. Mai 2005 Senior Minister im Prime Minister’s Office, ein General der Luftwaffe von Brunei und ein Inspektor der Polizei von Brunei.

## Ausbildung
Der Prinz begann in jüngsten Jahren seine Bildung in der Palastschule Putara-Puteri in Brunei. 1988 machte er seinen Schulabschluss und beendete 1991 am Paduka Seri Begawan Science College sowie 1994 am Duli Pengiran Muda Al-Muhtadee Billah College seine Grundbildung.
1994 begann Billah ein Studium an der Universität von Brunei Darussalam und nahm im Oktober 1995 ein Studium am Oxford Centre for Islamic Studies auf. 1997 schloss er ein Fernstudium am Magdalen College in Oxford, England ab. 1998 erhielt er sein Diplom für Diplomatische Wissenschaften.

## Heirat und Nachkommen
Am 9. September 2004 heiratete er die damals 17 Jahre alte Paduka Seri Pengiran Anak Isteri Pengiran Anak Sarah binti Pengiran Salleh Ab Rahaman im Nurul-Iman-Palast in Bandar Seri Begawan, im Rahmen einer arrangierten Ehe.
Kinder:
- Prinz Abdul Muntaqim (* 17. März 2007).
- Prinzessin Muneerah Madhul (* 2. Januar 2011).
- Prinz Muhammad Aiman (* 7. Juni 2015).
- Prinzessin Faathimah Az-Zahraa (* 1. Dezember 2017).

## Auszeichnungen und Orden
Prinz Billah bekam zahlreiche Orden verliehen, darunter
- Königlicher Familienorden der Krone von Brunei
- Erhabenster Orden der Paduka Keberanian Laila Terbilang Erster Klasse
- Sultan Hassanal Bolkiah Medaille
- König Abdul Aziz-Schärpe Erster Klasse (Saudi-Arabien)
- Orden der Renaissance Erster Klasse (Jordanien)
- Ehrenmedaille (Laos)
- Vornehmster Dienstorden (Singapur)
- Vornehmster militärischer Dienstorden (Singapur)
- Orden des Lakandula mit großem Verdienstkreuz (Philippinen)
- Knight Grand Cross des Royal Victorian Order (1998)

## Trivia
Er ist ein begeisterter Poolbillardspieler und Snooker-Fan und nahm bereits an mehreren Weltmeisterschaften der WPA teil.
Prinz Billah unterhält mit dem DPMM FC seinen eigenen Fußballverein, der seit 2009 in der höchsten singapurischen Liga spielt. Zuvor spielte dieser in der Brunei Premier League und ab 2005 in der Malaysia Premier League.